# Thirty-Three
«Thirty-Three» (с англ. — «Тридцать три») — песня американской рок-группы The Smashing Pumpkins, пятый и последний сингл из альбома Mellon Collie and the Infinite Sadness 1995 года. Песня достигла 39-й строчки в чарте Billboard Hot 100, 7-й позиции в Новой Зеландии, а также попала в Top-30 хит-парадов Канады и Великобритании. По совпадению, композиция финишировала на 33-м месте в итоговом рейтинге канадского чарта RPM Alternative 30. Это был первый сингл выпущенный группой после увольнения ударника Джимми Чемберлина и смерти гастрольного клавишника Джонатана Мелвойна.

## История
Автор песни, Билли Корган, так высказался о её содержании: «эта была простецкая вещица в кантри-строе», также он отметил, что она была первой композицией написанной им по окончании турне в поддержку альбома Siamese Dream. Гитары, звучащие в песне, настроены на полтона ниже (EGBGBE). Партия драм-машины была скопирована из демоверсии песни, после того как Корган «не смог вспомнить» оригинальный ритм-трек придуманный им для композиции во время её создания.
24 августа 2000 года, во время съёмок передачи VH1 Storytellers, Корган пошутил, что он также планировал написать песни «Sixty-Six» и «Ninety-Nine», но смог закончить только «Thirty-Three».
В 2001 году песня не была включена в сборник лучших хитов группы Rotten Apples. Однако, музыкальное видео фигурирует в компиляции Greatest Hits Video Collection, того же года.
Инсайдеры близкие к группе утверждают, что решение выпустить «Thirty-Three» в качестве последнего сингла вызвало споры между музыкантами. По этим сведениям, финальным синглом должна была стать композиция «Muzzle», о чем свидетельствует тот факт, что эта песня была издана в качестве промосингла для радио.

## Музыкальное видео
Музыкальное видео для этой песни было снято Билли Корганом и его тогдашней подругой Еленой Емчук. Клип снят в стиле стоп-моушен и воссоздаёт художественный стиль обложки альбома. Джимми Чемберлин не принимал участие в съёмках видео. В отличие от большинства клипов The Smashing Pumpkins, которые избегают буквальной интерпретации текстов, видео на «Thirty-Three» тесно связанными с образами песни, как намеренное стилистическое исключение.

## Би-сайды
Би-сайд «The Last Song» включает гитарное соло отца Коргана, Билли Коргана-старшего, который исполнил его «вживую» всего один раз, на финальном шоу гастролей группы в чикагском «Cabaret Metro».
На би-сайде «My Blue Heaven» фигурирует фортепианная партия Кита Брауна, оригинальная песня была написана в 1927 году Джорджем А. Уайтингом и Уолтером Дональдсоном.
На би-сайде «The Bells» на фортепиано сыграл Адам Шлезингер из групп Fountains of Wayne и Ivy.

## Список композиций
| №  | Название       | Автор(ы) | Длительность |
| -- | -------------- | -------- | ------------ |
| 1. | «Thirty Three» | Corgan   | 4:09         |

| №  | Название                                             | Автор(ы) | Длительность |
| -- | ---------------------------------------------------- | -------- | ------------ |
| 1. | «Thirty Three»                                       | Corgan   | 4:09         |
| 2. | «"The Last Song"»                                    | Corgan   | 3:55         |
| 3. | «The Aeroplane Flies High (Turns Left, Looks Right)» | Corgan   | 8:31         |
| 4. | «Transformer»                                        | Corgan   | 3:25         |

| №  | Название         | Автор(ы)                        | Длительность |
| -- | ---------------- | ------------------------------- | ------------ |
| 1. | «Thirty Three»   | Corgan                          | 4:09         |
| 2. | «The Bells»      | James Iha                       | 2:17         |
| 3. | «My Blue Heaven» | George Whiting/Walter Donaldson | 3:20         |

| №  | Название                                             | Автор(ы)                        | Длительность |
| -- | ---------------------------------------------------- | ------------------------------- | ------------ |
| 1. | «Thirty Three»                                       | Corgan                          | 4:09         |
| 2. | «"The Last Song"»                                    | Corgan                          | 3:55         |
| 3. | «The Aeroplane Flies High (Turns Left, Looks Right)» | Corgan                          | 8:31         |
| 4. | «Transformer»                                        | Corgan                          | 3:25         |
| 5. | «The Bells»                                          | James Iha                       | 2:17         |
| 6. | «My Blue Heaven»                                     | George Whiting/Walter Donaldson | 3:20         |

## Чарты
| Чарт (1996–1997)                        | Высшая позиция |
| --------------------------------------- | -------------- |
| Australia (ARIA)                        | 51             |
| Канада (RPM Top Singles)                | 24             |
| Канада (RPM Rock/Alternative)           | 2              |
| Новая Зеландия (Recorded Music NZ)      | 7              |
| Шотландия (Scottish Singles Chart)      | 26             |
| Великобритания (UK Singles Chart)       | 21             |
| Великобритания (UK Rock Chart)          | 1              |
| США (Billboard Hot 100)                 | 39             |
| США (Billboard Adult Alternative Songs) | 14             |
| США (Billboard Alternative Songs)       | 2              |
| США (Billboard Mainstream Rock)         | 18             |

| Чарт (1997)                   | Позиция |
| ----------------------------- | ------- |
| Canada Rock/Alternative (RPM) | 33      |